# Vlag van Bornem
De vlag van Bornem werd door de gemeenteraad op 21 april 1981 officieel vastgesteld als de gemeentelijke vlag van de Antwerpse gemeente Bornem. Op 30 november 1981 werd hij door het koninklijk besluit bevestigd en uiteindelijk gepubliceerd op 13 januari 1982 en opnieuw op 4 januari 1995 in het officiële Belgisch Staatsblad.
Officieel wordt de vlag beschreven als:
Drie banen van blauw, van wit en van blauw, lengteverhoudingen 3 : 5 : 3, met op de middelste baan een blauwe toren.
De kleuren zijn de hoofdkleuren van het gemeentewapen, zonder rood, terwijl de toren op het eerste kwart van het wapen is afgebeeld, wat het oude wapen van Bornem is (met een verandering in de veldkleur).

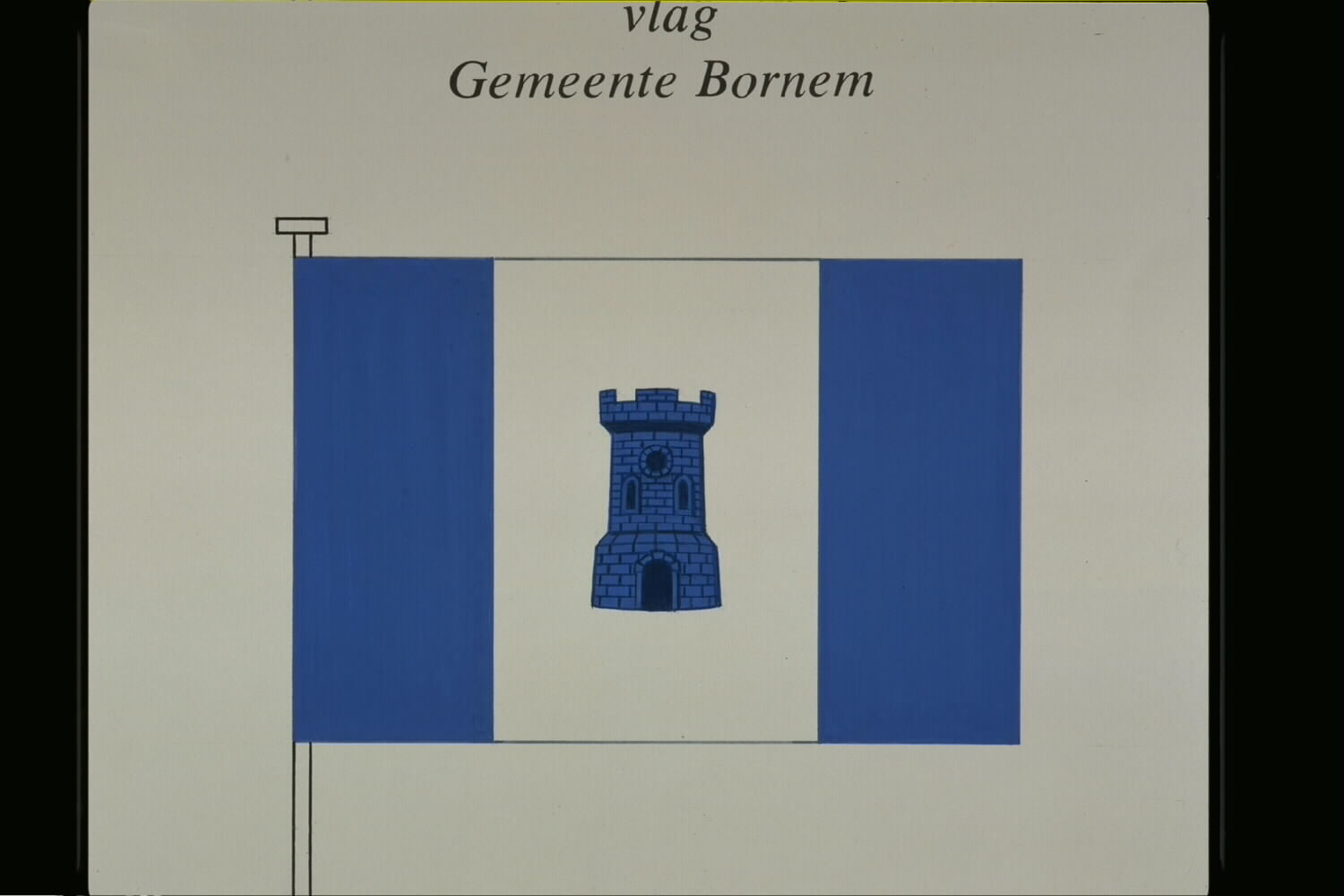
Officiële tekening van de vlag